# 汀克溪的朝圣者

第一版封面

《汀克溪的朝圣者》（英語：Pilgrim at Tinker Creek，又译：《溪畔天问》）是一本1974年由美国作家安妮·迪拉德写的非虛構叙事书。此书以第一人称的角度，详述了一位无名叙述者在她家附近的探索和许多关于自然和生命的思索。书名所指的汀克溪在弗吉尼亚州蓝岭山脉的罗亚诺克之外。迪拉德以她个人日记为灵感，在1973年春开始写《朝圣者》。故事发生在一年的时期之内，被划分为四个部分，每个部分代表一个季节。
此书记录了叙述者关于独居、写作、宗教，以及对所见到的动植物群的科学观察的思考。《朝圣者》触及到了信仰、自然、意识的主题，同时它也以对神义学和自然世界的内在残酷的探究著称。作者将此书描述为“神学书”，并反对自然作家的标榜。许多章节已被分开收录在杂志和其他出版物裡，但是迪拉德认为此故事为一个“单一连续的非虛構叙事”（single sustained nonfiction narrative）。亨利·戴维·梭罗的《瓦尔登湖》（1854）是迪拉德在霍林斯学院（Hollins College）的硕士论文的主题，而此书的设计与风格类型也和瓦尔登湖类似。评论者通常将迪拉德比作超验主义运动中的作者；爱德华·艾比（Edward Abbey）尤其将她视为梭罗的“真正传人”。
《汀克溪的朝圣者》紧接着迪拉德的第一本书，诗篇《转经筒门票》（Tickets for a Prayer Wheel）之后出版。《朝圣者》自它首次出版以来就受到了评论家的赞赏。此书也赢得了1975年普利策非虛構奖，1998年，它被收录在现代图书公司（Modern Library）的百大非虛構作品列表之内。

## 背景和出版
迪拉德是一家石油公司决策人的女儿，成长在匹兹堡的一个上层中产阶级家庭。她读书贪婪；其中一本她最喜欢的书为Ann Haven Morgan的《河塘与小溪的野外工作记录》（The Field Book of Ponds and Streams），她将它比作公祷书；此书细致入微地教授了植物昆虫的研究与收集。她受教于弗吉尼亚州罗亚诺克县的霍林斯学院，在1967年获得学士学位和在1968年获得硕士学位。在霍林斯学院，她受到了兼诗人的创意写作教授Richard Henry Wilde Dillard的指导，并在1965年和他结婚。而她，将会在后面说到，Richard教了她所知道关于写作的一切。她的硕士论文，“瓦尔登湖与梭罗”，将此湖作为《瓦尔登湖》此书的结构技巧之一来研究。虽然评论者指出他们两人作品的差异，但是迪拉德对于梭罗作品的知识显然是个启发。然而，出于对她影响者的尊重，迪拉德在文中提到，她将她的金鱼命名为爱乐瑞·钱宁（Ellery Channing），他是索罗最亲近的朋友之一。
1968年毕业后，她继续在弗吉尼亚州的蓝岭山脉附近生活，她在那里全职写作。她最初只专注于诗，而且她还是本科生时就已经写和发表了诗。1970年，她开始写日记，其中记录着她的每日在汀克溪畔的散步。她的日记最终将会写到20卷。1971年，遭受严重肺炎发作後，她决定写一本全长的献给自然文学的书。1973年春，迪拉德在家写了《朝圣者》的前半部，在接下来的夏天写完余下半部，写作地点为霍林斯学院图书馆内的一个能“俯瞰焦油碎石房顶”的学习阅览室裡。后面她会解释到，选择这个写作地点是因为想避开“吸引人的工作场所......人想要一个没有景观的房间，因此在黑暗当中想象力可以和记忆一致。”刚开始迪拉德每天只给出一两个小时写书；不过在最后两个月内她每天几乎写了15-16个小时。
《朝圣者》的最初读者是一位名叫John Rees Moore的霍林斯学院教授。她完成一个章节后，就把它带给Moore评判。Moore特别建议她拓展书的第一章节以“明确，果断表达，她所从事的事情，”迪拉德最初不考虑这个建议，不过后面她会承认这是个好提议。出版前，书中章节出现在多个出版物中，其中包括《哈泼斯》 、《大西洋月刊》、《The Living Wilderness》。1974年，《汀克溪的朝圣者》由哈泼斯杂志出版社发行，并且此书被献给了迪拉德的丈夫。主编Larry Freundlich在初次阅读此书时评论到：“我从未想到生命中会看到如此好的手稿……出版社存在的意义就是为了能发布这么一本书。”

## 概述

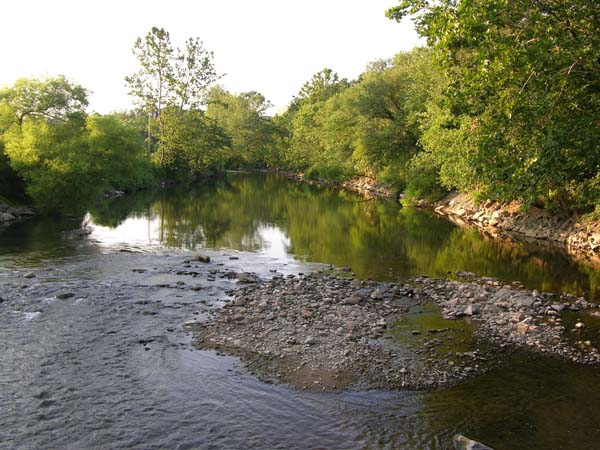
汀克溪是罗阿诺克河流域上游的一部分，如同此流经Wasena的水体一样

此书以一系列内心独白和思考来写，并以一个生活在汀克溪畔的无名叙述者的角度来表达。叙述者在一年的过程中观察思考了季节的改变和周围的动植物群。《朝圣者》主题上分为四个部分，每个为一季，书中有多个章节，分别为：“天地游戏”、“观看”、“冬天”、“固定不变”、“解开那结”、“当下”、“春天”、“错综复杂”、“洪水”、“丰沃”、“潜行”、“守夜”、“祭坛之角”、“北行”、“分隔之水”。
第一章“天地游戏”为此书引言。叙述者描述了地点与她与之的关系：
我住在一条小溪边，汀克溪，在弗吉尼亚州蓝岭的山谷裡。隐士隐居之处叫做锚屋；有些锚屋不过是些拴扣在教堂一侧的陋室，就像是藤壶附着在岩石上。我把这座房子想成是拴扣在汀克溪边的锚屋。这座锚屋让我把锚牢牢地固定在溪裡的石床上，让我在溪流中稳住，有如海锚，面对倾泻而下的光流。那是个住家的好地方；有很多事情可以想。

1999年Harper Perennial Modern Classics的版本后记中，迪拉德说，根据新柏拉图主义基督教教义，此书结构的另一个表述可分为两部分，反映了两条通往上帝之路：肯定之路（via postiva）和否定之路（via negativa）。此书前半部为肯定之路，这部分始于第二章节，“聚集了世界和上帝之善”。后半部为否定之路，这部分以章节“北行”告终，迪拉德将此章节指为第二章“观看”的对立部分。此书的首末章节则分别为引言和结论。故事中包括了描绘叙述者在溪畔漫步的小插图。章节“当下”中，叙述者在高速公路旁的加油站遇到了一只小狗，并在沉思附近山脉景观时轻拍它的肚子；“爱抚小狗”这个带有思索的动作在其他章节中都有提及。“潜行”章节中，叙述者在夏季溪畔追赶一群麝鼠。最有名的文段之一出自书的开头，内容为叙述者亲眼所见一只青蛙正被一只水甲虫吸干和吞掉。

## 风格和流派
《汀克溪的朝圣者》是一部具有创意性的非虛構作品，它使用了诗文的手法来强调反复出现的主题，比如有暗喻、反复、倒置。虽然它常常被描述为散文集，不过迪拉德坚持认为它是一部连续的作品，对前面章节的指向便是证明。章节是分别命名的，而多个章节也被分开发表在不同杂志和文集中，但是她在1989年的采访中将书指为“单一连续的非小说叙事”。迪拉德也反对“自然作家”的标榜，尤其是关于《朝圣者》一书时。她说，“我所写的东西里是有点自然，但我不把自己当作是自然作家。”
此书经常引用和提及瓦尔登湖 ，不过迪拉德没有明言她对梭罗作品的兴趣。评论家Donna Mendelson指出，梭罗“在她书中的出现非常有力，可使迪拉德直截和幽默地借用[他]”。虽然这两部作品常被拿来对比，《朝圣者》却不像《瓦尔登湖》那样评论世俗世界；相反，它是完全根植于自然世界的。迪拉德没有像梭罗那样建立社会和自然之间历史的联系，也不相信世界的有序梭罗提及了如机器般的宇宙，在那里造物主就像熟练的钟表匠，然而，迪拉德则认为事物不完美，她提到“有些东西无处不在，而且老是出错”。
Eudora Welty在她给《纽约时报》的评论中指出，朝圣者中的叙述者是“[迪拉德]书中唯一的人物，大致也就是她世界中唯一的人......她常常讲到宇宙，却又是个自我包围的人”。迪拉德似乎在《朝圣者》第六章中提到了“隐形叙述者”的概念；叙述者讲到上帝的“无限力量”时，指出“无影无形是前所未见的一大伪装”。Nancy C. Parrish是1998年Lee Smith, Annie Dillard, and the Hollins Group:A Genesis of Writers 一书作者，她指出尽管《朝圣者》是以第一人称写成的，却未必是自传。因此书中的叙述者“安妮·迪拉德”成为一个人物角色，而作者则可以通过这个角色来体验描述“安妮·迪拉德本人单纯听到学到想象到的思考和事件。”评论家Suzanne Clark也指出作者迪拉德的“独特的难以捉摸”，她说“当我们读安妮·迪拉德时，我们并不知道是是谁在写。在他们将是社会本身的写照——个性的、品质的、自我的写照的地方，是一片寂静。”许多评论者认为书中的叙述者是女性，这大多是因为此书自传因素和认为叙述者就是迪拉德本人的假定的缘故，但是，Clark却怀疑书中的叙述者可能是男性。Clark说，迪拉德在整本书中使用了“多种男性的声音和风格”，那时她问到，“当迪拉德不再以一个五十岁男人的人物角色写朝圣者时，她是否开始像个女人一样写作呢？”

## 主题

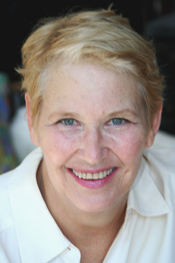
Phyllis Rose所拍的安妮·迪拉德肖像

### 宗教和自然
《朝圣者》一书常常以对神义论的研究（或者说是对上帝对罪恶仁慈的辩护）著称。叙述者尝试将严酷的自然世界，与“似乎可怕的死亡性”，和与相信上帝仁慈调和起来。死亡反复被提及为一种自然但却残忍的过程：叙述者说，“进化更喜爱死亡胜过喜欢你我。”第二章节的一段文字描写了叙述者看着一只青蛙正被一只“水甲虫”“吸干”；无论多么不堪入目，此必然的残酷体现了生死有命的自然法则。叙述人尤其看到了昆虫世界固有的残酷：“鸟须空中飞，鱼须水中游；而昆虫似乎必须做一件又一件可怕的事。我从不问为什么有老鹰或鲨鱼，但是几乎我看到的每一种昆虫我都会这样问。会有一只以上的昆虫——— 大量繁殖的可能性———这种现象即是一种暴行，施加在人类所有价值之上，以及人对理性上帝的向往之上。”被极度令人反感和无关道德的自然世界所吸引的同时，她也会质寻自己在自然世界中的位置。叙述者说：“我本来想要住在小溪旁边，以便跟随自由的水流来过活。可是我似乎走到了一个地步，必须划分界线。看来小溪似乎没有将我载起，反而将我拉下水去。”
此书标题提到了朝圣，但是叙述者却未偏离溪畔的家太远，于是，此行是形而上学的。Margaret Loewen Reimer，在此书的首批批判性研究中指出迪拉德对待形而上学的方式如同赫尔曼·梅尔维尔一样。关于自然世界，“梅尔维尔的眼睛主要看到黑暗和恐怖”，这可能是源自他新英格兰清教徒的根基，但是，迪拉德对于世界的“不详”视觉“来自于大自然设计的看似随意更胜于来自到处弥漫的罪恶感。”然而，和梅尔维尔不同的是，迪拉德不道德化考虑自然世界，不从人类文明行为中寻找类似物；迪拉德以达尔文和其他博物学家为榜样，集中于观察和科学分析。
此书叙述人，“朝圣者”，力图注视神圣之物，她致力于“追踪”或“看”这些事物。她曾一度看到家附近的雪松，有光照时“充电幻化，每个细胞火焰隆隆”；这种燃烧的景象，令人想起创造圣“火”，“那景象时有时无，多半没有，但我为此而活。”评论者Jenny Emery Davidson认为迪拉德的“追踪”行为让她改写了打猎神话(The hunting myth，这是一种自然写作中常有的主题，此主题来回于自然和人类之间)。虽然男性自然作家（包括詹姆斯·费尼莫尔·库柏、杰克·伦敦、Richard Nelson）的传统将此主题用作“暴力的象征仪式”，但是迪拉德却“斗胆进入狩猎地带，采用它修辞的同时也挑战它的传统。”

### 看和意识
尽管有些评论者将《朝圣者》描述为更多地是投入到神与自然世界的观察而非自我探索，而其他人对这部作品的探讨，则是在于迪拉德对自我意识分析这方面的关注。例如，评论者Mary Davidson McConahay则指出了迪拉德梭罗式的“对于认知的致力。”
这本书中，叙述者不仅仅是有自我意识的，而是有对身边每个细节觉察的。《朝圣者》的第二章定义了两种看：一种归为“言语表达”（主动），一种归为“放下一切”（被动）。叙述者将这种差别比作为“走路时有没有带相机的区别。”前者需要“分析和窥探”，而后者只需要全神贯注。观看的行为既详尽也累人，就如一章中所叙：“我望向水中：鲦鱼和银鱼。假如我心里想着鲦鱼，我会满脑子都是鲤鱼，直到我大叫一声。我望着水面：鳐鱼、泡沫和叶子滑过来。突然之间，自己那张脸倒映在水中，吓得我魂飞魄散。那些蜗牛一直在我脸上爬行！最后，意志力颤栗地用力一拉，我看见了云，卷积云。我头好晕，掉进水里。观看这码子事还真危险。”Sandra Johnson指出，此书结构通向自我意识的显现，或者说是一种“神秘的体验”；叙述者观察一颗正掉落的枫叶翅果时，她感到“一片茫然，情绪低沉，手插在口袋里，凝视汀克山，并感到地在摇动。”

## 反响和嘉奖

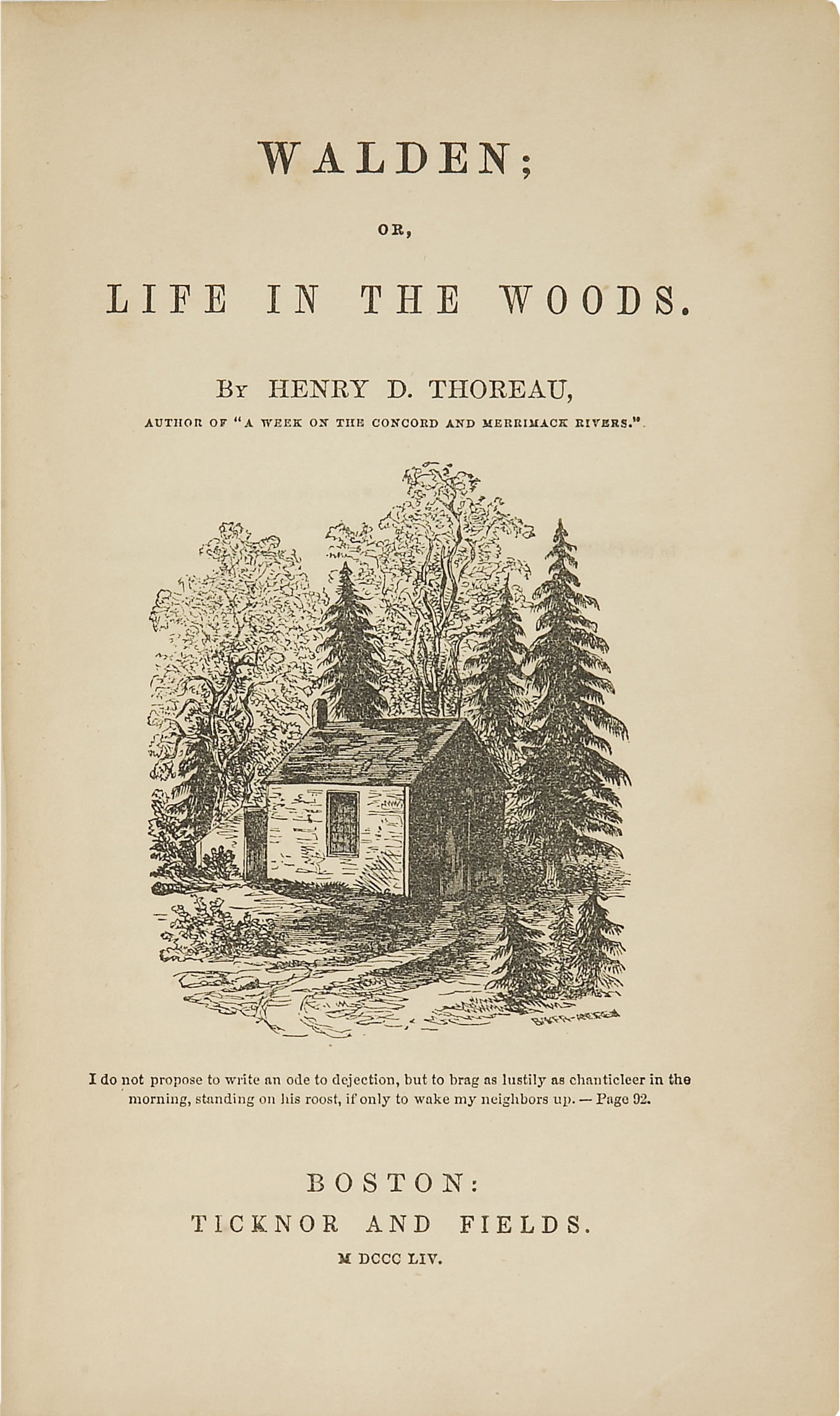
迪拉德常被拿来和梭罗作比较，梭罗的书瓦尔登湖（1854）和汀克溪的朝圣者有共同之处

此书既获得关键上也获得金钱上的成功，发行两个月内售出超过37,000本。头两年它共历经了八次印刷，并且平装出版权立马就被购买。迪拉德对于蜂拥的关注感到紧张：就在书出版后不久，她写到，“我要开始做汀克溪的梦了。脸朝下在那儿趴着，全身泥泞干燥，然后沉在溪中。”她怕她已经“讲出了一生的心里话。《朝圣者》不只是我28年的智慧，我想，它是我一生的智慧。”
评论者之间最初的共识是它是“一篇关于自然不同寻常的论文”此书在紧接着她诗集“转经筒门票”（1974年，密苏里大学出版社）之后出版。在杂志America中，John Breslin对这两卷书评论到这两本书的相似之处：“尽管她的第一本诗集不是同时发布的，她在《朝圣者》中运用的语言一样会让她漏出马脚。”《星期六晚邮报》也称赞了迪拉德在《朝圣者》中运用诗的能力，它指出“她身上的诗在她这本散文诗里随处可见：读者的注意力不仅被她新颖的洞察，同时也被她美丽的描绘所吸引”《时代周刊》评论者Melvin Maddocks指出了迪拉德微妙影响的意图：“读者，小心着点这个欺骗性的女孩，她嘴上对‘观看的秘密’是‘价值连城的珍珠’虔诚，实际小心地说着‘我不是个科学家。我探索附近一带。’没有温柔浪漫旋转着黄色小花，没有365部令人鼓舞的散文诗的优雅镌刻。迪拉德小姐在将注意力导向麝鼠、王蝶、鹭、黑鸭的时候，她便如同捕食者追踪猎物一样稳稳当当地追踪读者。”
尽管一本畅销书，《朝圣者》却在发行后至少五年内几乎没有得到学术关注。早期评论者Charles Nicol和J. C. Peirce将迪拉德与超验主义运动联系起来，把她与梭罗和爱默生相比。作者兼环保人士，被称为“美国西部的梭罗”的Edward Abbey说，迪拉德是“大师的真正传人”。他写道，“她一人写作就足以成功体现梭罗的放纵与超验主义方式。”评论者Scott Slovic在他1992年书中写到，《汀克溪的朝圣者》最终“将[迪拉德]一举推为当代杰出美国非小说作家之一”Gary McIlroy认为迪拉德的作品因“对树林的充满活力的重新探索”而独特。“[她]研究了弗吉尼亚林地最荒野的余留部分，搅起了美国边陲黑暗和充满希望的神秘。”
《汀克溪的朝圣者》在1975年获得了“普利策非小说类作品奖”，当时迪拉德才29岁。评审团在提名中说“迪拉德小姐是一个专业观察者，科学在她手中并未使敬畏感泛黄......她的书融合了观察和反思，神秘和知识。我们一致为此奖推荐它。”自它首次出版以来，书的一些部分就被收录在超过三十个选集内。随后版本的出版社包括Bantam Books（1975）和Harper Colophon （1985; 1988）。Harper Perennial25周年纪念版在1999年发行，书中包括了作者的后记。英国的第一个版本在1976年发售。此书已经被翻译成多种语言，如瑞典语、日语、法语、德语、和汉语。1998年，此书被列为现代图书公司（Modern Library）的百大非虛構作品中，在理事会名单和读者名单中均有上榜。

## 注解
1. ↑  Scheese (1996), p. 121
2. ↑  Dillard (1994), p. 173
3. ↑  Smith (1991), p. 7
4. ↑  Parrish (1998), p. 149
5. ↑  余幼珊（2003）, p. 50
6. ↑  Parrish (1998), p. 146
7. ↑  Scheese (1996), p. 126
8. ↑  Scheese (1996), p. 122
9. ↑  Dillard (1989), p. 27
10. ↑  Scheese (1996), p. 125
11. ↑  Smith (1991), p. 8
12. ↑  Parrish (1998), p. 138
13. 1 2  "Bibliographical Data （页面存档备份，存于）". Annie Dillard – Official Website. Retrieved March 17, 2012.
14. ↑  Smith (1991), p. 1
15. ↑  余幼珊（2003）,目录
16. ↑  余幼珊（2003），p. 2
17. ↑  Dillard (1999), p. 4
18. ↑  Pearson (1998), p. 29
19. ↑  Kitchen (2011), p. 117
20. ↑  "Books by Annie Dillard （页面存档备份，存于）". Annie Dillard – Official Website. Retrieved November 23, 2011.
21. ↑  Chevalier (1997), p. 224
22. ↑  Scheese (1996), p. 120
23. ↑  Mendelson (1995), p. 51
24. 1 2  McIlroy (1994), p. 87
25. ↑  Papa (1997), p. 107
26. ↑  Hardack (2008), p. 83
27. ↑  余幼珊（2003）, p. 90
28. ↑  Dillard (1999), p. 91
29. ↑  Parrish (1998), p. 126
30. ↑  Slovic (1992), p. 66
31. ↑  Clark (1991), p. 168
32. ↑  Scheese (1996), p. 128
33. ↑  Dockins (2003), p. 638
34. ↑  Dockins (2003), p. 642
35. ↑  Scheese (1996), pp. 128–129
36. ↑  Marshall (1998), p. 89
37. 1 2  Reimer (1983), p. 183
38. ↑  Chénetier (1990), p. 167
39. ↑  Radaker (1997), p. 124
40. ↑  Davidson (2001), p. 218
41. ↑  Slovic (1992), p. 62
42. ↑  Ireland (2010), p. 25
43. ↑  余幼珊（2003）, p. 31
44. ↑  Dillard (1999), p. 33
45. ↑  Parrish (1998), p. 155
46. ↑  Johnson (1992), pp. 4–7
47. ↑  Parrish (1998), p. 124
48. ↑  Parrish (1998), p. 125
49. ↑  Reimer (1983), p. 182
50. ↑  Saturday Evening Post (November 1974), p. 74
51. ↑  Maddocks (1974), p. 104
52. ↑  McClintock (1994), p. 88
53. ↑  McIlroy (1987), p. 71
54. ↑  Fischer (1988), p. 362
55. ↑  "100 Best Nonfiction Books （页面存档备份，存于）". Modern Library. Retrieved November 23, 2011.

## 扩展阅读
- Annie Dillard's Official Site （页面存档备份，存于）